# Ove Rode
Ove Rode (født 31. august 1867 i Gentofte, død 11. juli 1933 sammesteds) var en dansk politiker, redaktør, forfatter og indenrigsminister. Han var søn af Gotfred Rode og Margrethe Lehmann, broder til digteren Helge Rode (Ebbe Rodes far) og dattersøn af politikeren Orla Lehmann. Ove Rode er morfar til skuespiller Stig Rode Hoffmeyer, søn af Vibeke Rode, født 24. maj 1899 i Norge. Ove Rode er farfar til Pernille Rode, gift Pilegaard. 
Han blev student i 1885 fra Christiania Universitet. Efter at have forsøgt sig med sit eget dagblad, København, blev han medarbejder ved Politiken. Siden blev han politisk redaktør. Han skrev meget kritiske artikler om Alberti og medvirkede til dennes fald.
I 1909 blev han valgt til Folketinget for Det Radikale Venstre og blev gruppeformand og politisk ordfører. Han blev i Folketinget til 1927, hvor han selv valgte at udtræde.
I 1913 blev han indenrigsminister i regeringen C. Th. Zahle II. Han blev en omstridt person, fordi han som indenrigsminister under 1. verdenskrig forsøgte at omsætte de socialradikale ideer til praktisk politik. I Gimle-talen fra 1916 gør han rede for sine ideer. Han stod bag den omfattende regulering af handel, afgifter og priser under 1. verdenskrig, der betød at så godt som ingen i Danmark var nødt til at sulte. Men dette gjorde ham samtidig til en meget hadet mand iblandt eksportører og store landmænd.[kilde mangler]
I 1927 efterfulgte han Henrik Cavling som ansvarshavende redaktør på Politiken.
Rode er begravet på Gentofte Kirkegård.